# American Cream Draft Horse
Das American Cream Draft Horse ist die einzige Kaltblutpferderasse aus den USA und nach seinem cremefarbenen Fell benannt.
Hintergrundinformationen zur Pferdebewertung und -zucht finden sich unter: Exterieur, Interieur und Pferdezucht.

## Exterieur

### Körperbau
Das American Cream Draft Horse ist ein mittelschweres und großrahmiges Kaltblutpferd. Es hat einen langen, hübschen Kopf mit geradem Profil und intelligenten Ausdruck. Der kräftige bemuskelte Hals entspringt einer gut gelagerten und muskulösen Schulterpartie. Die Brust ist breit und tief, der Rumpf tonnig. Der Rücken ist kräftig, teils relativ lang. Die abgeschlagene Kruppe besitzt eine ausgeprägte und starke Bemuskelung. Der Kötenbehang ist nur in geringem Umfang ausgeprägt. Die für ein Kaltblut mittelgroßen Hufe haben eine helle Farbe.

### Stockmaß
Die Widerristhöhe beträgt etwa 152 bis 170 cm.

### Gewicht
Das Gewicht liegt bei ungefähr 750–900 Kilogramm, manche Quellen sagen auch mehr.

### Farbgebung
Die Fellfarbe ist eine helle, mittlere oder dunkle Creme-Farbe, die Haut ist rosa, Mähne und Schweif weiß. Die Augen sind bernstein- oder haselnussfarben. Diese Eigenschaften werden durch das Champagne-Gen verursacht. Die Fohlen werden mit fast weißen Augen geboren, die im Laufe der Monate allmählich dunkler werden. Weiße Abzeichen sind erwünscht.

## Interieur
Das American Cream Draft Horse ist willig, freundlich und ausgeglichen und ist somit gut für Anfänger geeignet.

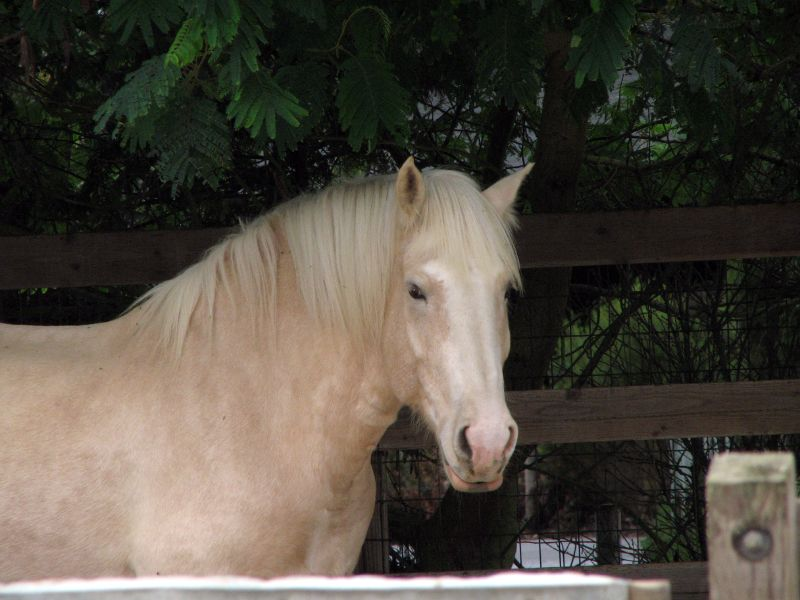
Kopfstudie

## Zuchtgeschichte
Das American Cream Draft Horse ist die einzige Kaltblutrasse aus den USA und wurde 1944 als eigenständige Rasse anerkannt. Fast alle American Cream Draft Horses gehen zurück auf eine cremefarbene Stute namens Old Granny, die zwischen 1900 und 1905 geboren und von einem Züchter 1911 auf einer Auktion in Iowa erworben wurde. Aus Old Granny stammen zahlreiche cremefarbene Fohlen, und sie wurde das erste eingetragene American Cream Draft Horse. Im Laufe der Jahre wurden verschiedene Rassen, darunter das Shire Horse und der Percheron, eingekreuzt.
Heute gibt es nur noch 400 registrierte Pferde der Rasse, der Status wird bei der American Livestock Breeds Conservancy als kritisch eingestuft.